# La Entrada
La Entrada est une ville du Honduras située dans le département de Copán à l'ouest du pays.
La population était de 13 949 habitants en 2001.
À proximité se trouve le site archéologique de El Puente.